# Alejandro Menéndez (piłkarz)
Alejandro Menéndez Díez (ur. 15 lipca 1991 w Gijón) – hiszpański piłkarz występujący na pozycji obrońcy.